# Règle (constellation)
Norma
Pour les articles homonymes, voir Règle.
La Règle est une constellation de l'hémisphère sud faiblement visible.

## Histoire
La constellation de la Règle fut créée par Nicolas-Louis de Lacaille en 1752 afin de remplir les derniers pans de ciel austral sans dénomination. Comme beaucoup des 14 autres constellations créées par Lacaille, elle porte le nom d'un appareil scientifique. Il l'appela d'ailleurs à l'origine L'Équerre et la Règle, outils utilisés à l'époque pour bâtir les charpentes.
Elle fut également appelée Triangle du sud (sans lien avec l'actuel Triangle austral) et Carré d'Euclide.

## Observation des étoiles

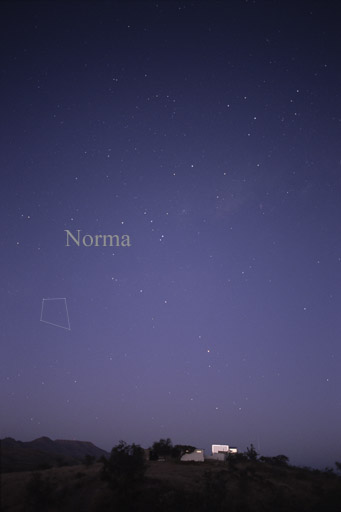
Constellation de la Règle.

Visibilité nocturne de la constellation.

### Repérage de la constellation
Bien que faible, la constellation est assez facile à repérer à partir du Scorpion ou du Loup. La partie principale forme le petit groupe de quatre étoiles (mag 4) au sud-ouest de la queue du Scorpion et au sud-est du Loup. La plus brillante est celle la plus au sud, γ2 Nor. Celle située au nord-est est ε Nor. Le bord ouest du quadrilatère est un peu moins brillant, formé par η (ouest)et δ (au nord).
La constellation comprend également la petite étoile que l'on voit dans l'alignement de ε par γ, à 5° vers le sud. En continuant cet alignement, l'étoile brillante sur laquelle on tombe 5° plus loin est ensuite β du Triangle austral, constellation très reconnaissable à sa forme.

## Étoiles principales

### γNormae
L'étoile la plus lumineuse, γ Normae est une double optique : γ2 Normae, la plus brillante, est une sous-géante de magnitude apparente 4,01 et distante de 128 années-lumière. γ1 Normae, de magnitude 4,97, est une supergéante distante d'environ 1 400 années-lumière.

### Autres étoiles
R Normae est une étoile variable rouge de type Mira. Sa magnitude évolue entre 6,5 et 13,9 sur une période de 507,5 jours.
S Normae est une variable céphéide évoluant entre les magnitudes 6,12 et 6,77 en 9,75 jours.

## Objets célestes
La constellation de la Règle est traversée par la Voie lactée, obscurcie en son milieu par une bande de poussières interstellaires.
Elle héberge la nébuleuse planétaire Menzel 3 ou « Nébuleuse Fourmi ». Distante de 6 800 années-lumière, elle ressemble à la tête et au thorax d'une fourmi. Il s'agit de la matière éjectée par une étoile géante située au centre de la nébuleuse.
Elle contient les amas ouverts NGC 6067, NGC 6087 (dont fait partie S Normae), NGC 6134 et NGC 6167.
On y trouve également la nébuleuse planétaire NGC 6165.
L'amas de la Règle est un amas de galaxies relativement proche, mais difficilement observable du fait de sa faible latitude galactique. 
Hors de portée des instruments d'astronomie amateur, mais d'un intérêt élevé pour l'astronomie, se trouvent dans cette constellation le sursauteur gamma mou SGR 1627-41, ainsi que le rémanent de supernova RCW 103 au centre duquel un objet mystérieux (probablement une étoile à neutrons) a été découvert.
On y trouve également la nébuleuse planétaire Shapley 1 de magnitude +12,6.